# Јоланда ди Савоја (Ферара)
Јоланда ди Савоја (итал. Jolanda di Savoia) је насеље у Италији у округу Ферара, региону Емилија-Ромања.
Према процени из 2011. у насељу је живело 1562 становника. Насеље се налази на надморској висини од -2 м.

## Становништво
| 1931. | 1936. | 1951. | 1961. | 1971. | 1981. | 1991. | 2001. | 2011. |
| ----- | ----- | ----- | ----- | ----- | ----- | ----- | ----- | ----- |
| 6.688 | 7.058 | 8.819 | 7.116 | 4.917 | 4.425 | 3.895 | 3.351 | 3.003 |